# Zvířata (František Radvan)
Zvířata, nazývané také Zvířata na Pražačce, je kamenná skulptura či reliéfy. Nachází se v parku Vrch Vítkov ve svazích kopce Vítkov v Praze 3 - Žižkov, v geomorfologickém celku Pražská plošina.

## Historie a popis
Autorem díla s vnějším tvarem reliéfovaného kvádru, které vzniklo v roce 1985 v období socialistického realismu, je František Radvan ve spolupráci s Andrejem Radvanem. Dílo v přibližném tvaru kvádru ztvárňuje několik savců jako reliéfy a vzniklo technikou sekání. V díle lze vidět obrysy kozy, velblouda, snad geparda či podobné kočkovité šelmy a zřejmě i psa.

## Další informace
Dílo je celoročně volně přístupné.

## Galerie

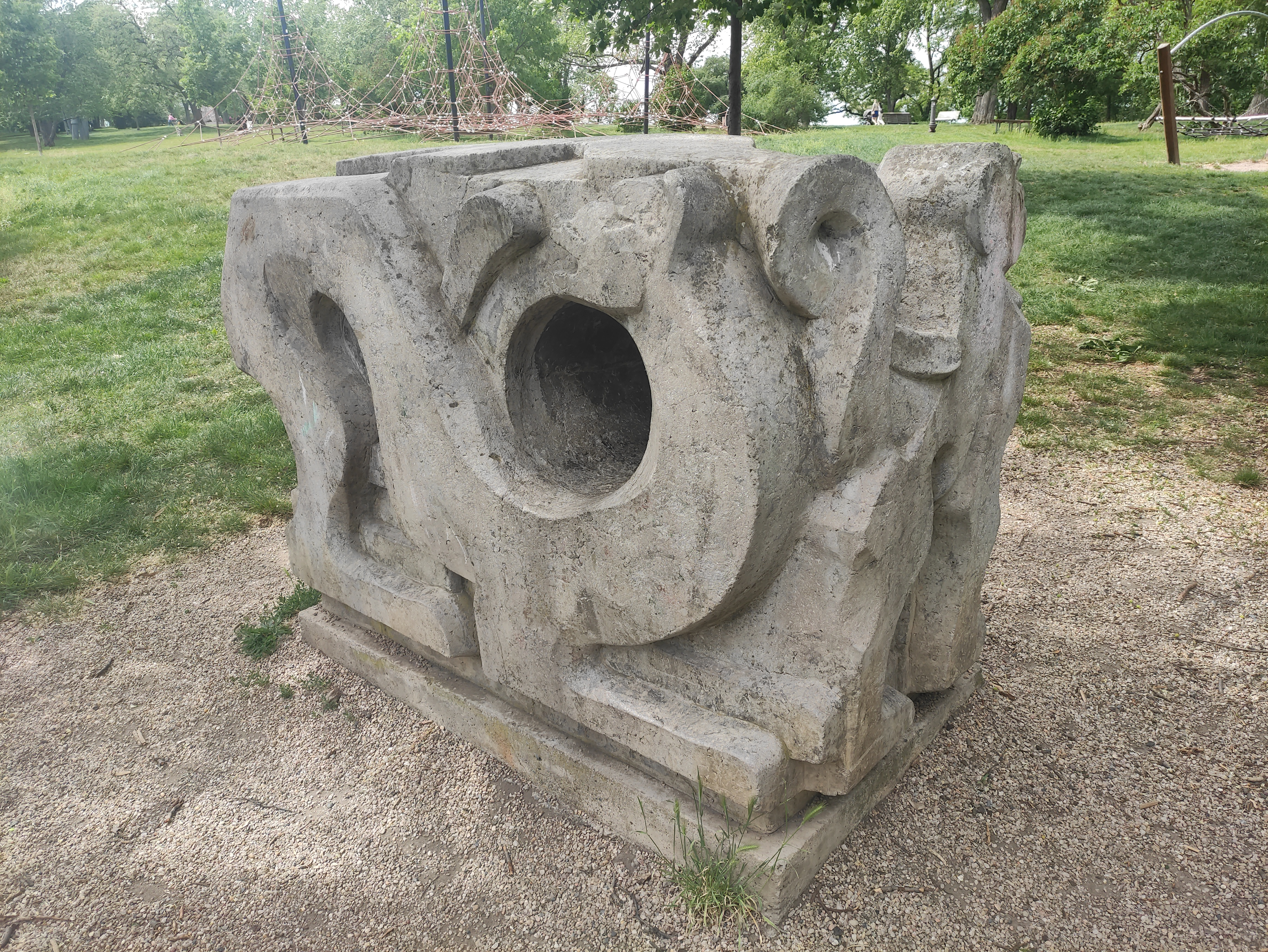
Šikmý pohled na dílo
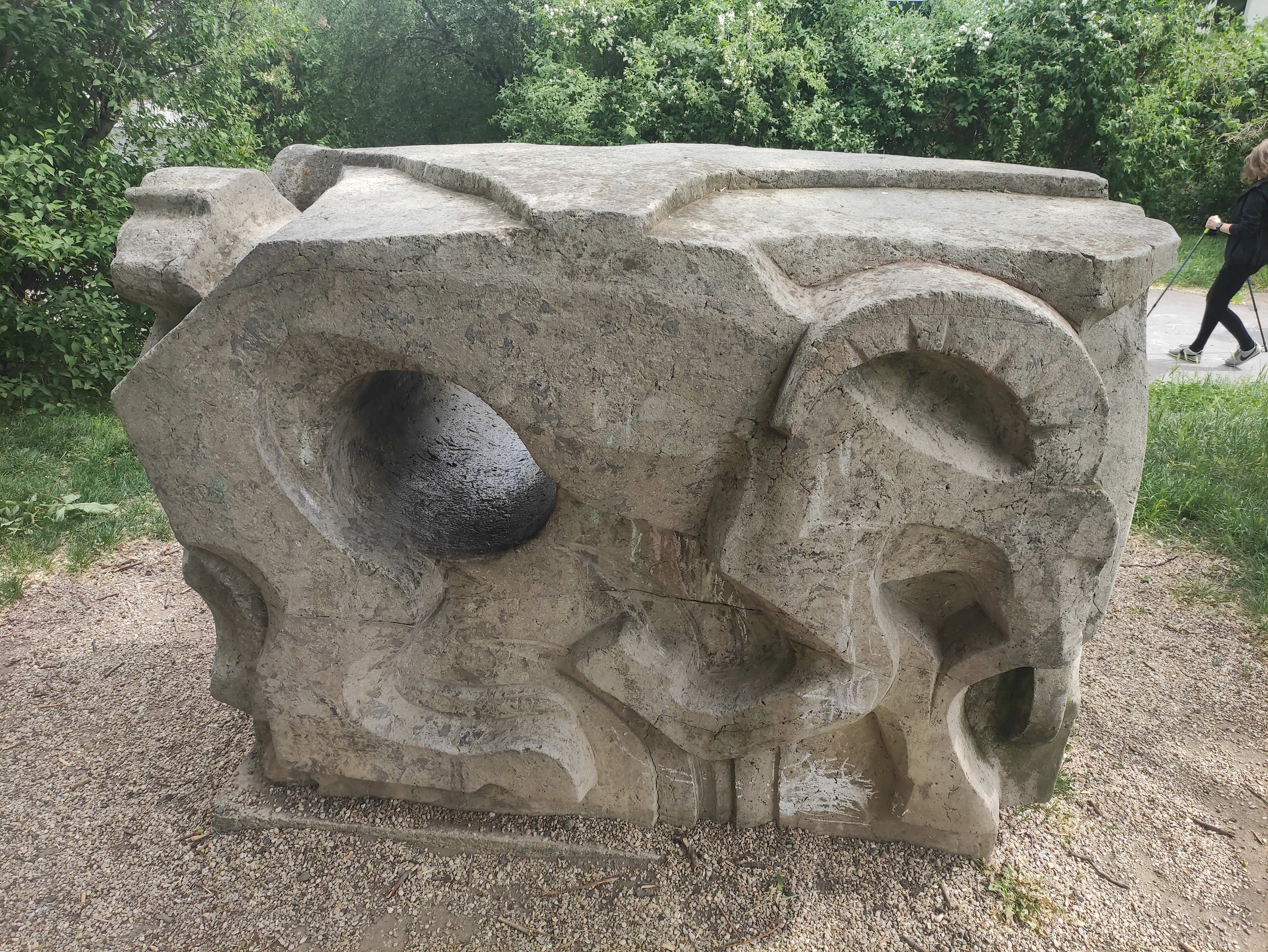
Čelní pohled